# Cybaeus miyosii
Cybaeus miyosii är en spindelart som beskrevs av Takeo Yaginuma 1941. Cybaeus miyosii ingår i släktet Cybaeus och familjen vattenspindlar. Inga underarter finns listade i Catalogue of Life.